# Pädagogische Hochschulvertretung
Die Pädagogische Hochschulvertretungen sind die gesetzlichen Interessensvertretungen der Studierenden an österreichischen Pädagogische Hochschulen. Neben der Pädagogischen Hochschulvertretung gibt es außerdem noch für jeden Studiengang eine Studiengangsvertretung. Im Unterschied zu den Hochschülerinnen- und Hochschülerschaften an den Universitäten verfügen die Pädagogischen Hochschulvertretungen nicht über eine eigene Rechtspersönlichkeit, sondern sind der Österreichischen Hochschülerinnen- und Hochschülerschaft zuzuordnen. Die Funktionsperiode dauert ein Jahr, die Wahlen finden jeweils in den ersten zwei Monaten eines Studienjahres statt. 
Normalerweise setzt sich die Pädagogischen Hochschulvertretung aus allen Mitgliedern der Studiengangsvertretungen zusammen. Hat eine Pädagogische Hochschule jedoch weniger als 250 Studierende, so kann die Pädagogische Hochschulvertretung eine Direktwahl beschließen. In diesem Fall besteht die Pädagogische Hochschulvertretung aus fünf direkt von allen Studierenden gewählten Mitgliedern.
Seit 2005 entsenden die Akademie- beziehungsweise mittlerweile die Pädagogischen Hochschulvertretungen an Hochschulen mit mindestens 1000 Studierenden direkt Mandatarinnen und Mandatare in die ÖH-Bundesvertretung. Pädagogische Hochschulvertretungen an kleineren Hochschulen sind Teil der sogenannten Wahlgemeinschaft. Die Vorsitzenden der Pädagogischen Hochschulvertretungen und der Bundesvertretung bilden gemeinsam die Vorsitzendenkonferenz der Pädagogischen Hochschulvertretungen.

## Studiengangsvertretung
Für jeden eingerichteten Studiengang ist eine Studiengangsvertretung zu wählen, selbst wenn mehrere Studiengänge zusammengelegt wurden. Die Studiengangsvertretung besteht aus drei beziehungsweise fünf Mitgliedern (bei mehr als 250 Studierenden). Gewählt wird nach dem Grundsatz der Personenwahl. Die Studiengangsvertretung wählt aus ihrer Mitte die Vorsitzende oder den Vorsitzenden sowie eine Stellvertreterin oder einen Stellvertreter. Die Studiengangsvertretung entspricht in Zusammensetzung und Aufgaben den Studienvertretungen an den Universitäten.

## Geschichte
Durch eine Novellierung des Hochschülerschaftsgesetzes 1998  wurde 1999 wurde die Mitgliedschaft in der ÖH auf die Studierenden an den Pädagogischen Akademien, an der Donau-Universität Krems und an den Privatuniversitäten ausgedehnt. Anders als für die universitäre Studierendenvertretung wurden aufgrund der geringen Studierendenzahlen der Pädagogischen Akademien keine eigenen Körperschaften eingerichtet. Die Akademievertretungen bestanden aus den für jeden Studiengang separat gewählten Jahrgangssprechern.
Im Zuge der Umwandlung der Pädagogischen Akademien in Pädagogische Hochschulen wurde 2007 das Hochschülerinnen- und Hochschülerschaftsgesetz 1998 angepasst. Das System der Jahrgangssprecher wurde aufgegeben, dafür gibt es seither eine aus drei oder fünf Personen zusammengesetzte Studiengangsvertretung.